# Kamtschatka-Mädesüß
Das Kamtschatka-Mädesüß (Filipendula camtschatica, Syn.: Spiraea camtschatica Pall.) ist eine Pflanzenart aus der Gattung Mädesüß (Filipendula) in der Familie der Rosengewächse (Rosaceae). Pallas beschrieb als erster 1879 diese Art unter dem Namen Spiraea camtschatica und so sollte die Artbezeichnung auch geschrieben werden.

## Merkmale
Das Kamtschatka-Mädesüß ist eine ausdauernde krautige Pflanze mit einem Rhizom. Sie erreicht Wuchshöhen von 1 bis 2 Meter. Die behaarten Laubblätter sind unpaarig gefiedert. Die große, handförmige (drei- bis) fünfspaltige und im Umfang fast kreisförmige Endfieder misst im Durchmesser 15 bis 25 Zentimeter und ist unterseits oft hellbraun zottig behaart. Die kleinen Seitenfiedern an den oberen Blättern sind klein; es sind nur ein oder Paare vorhanden oder sie fehlen oft. Die Nebenblätter sind 1,5 bis 4 Zentimeter lang und haben halbkreisförmige Öhrchen. 
Der zymöse Blütenstand enthält zahlreiche Blüten.
Die fertilen, fünfzähligen Blüten weisen einen Durchmesser von 5 mm auf. Die Blütenstiele sind kurzhaarig. Die fünf Kelchblätter sind nach der Blütezeit zurückgebogen. Die fünf Kronblätter sind weiß. Es sind viele Staubblätter vorhanden. Die Fruchtblätter sind nicht verwachsen.
Die Blütezeit reicht von Juli bis August. Die vier bis acht Früchtchen sind an der Bauch- und Rückenseite lang gewimpert.
Die Art ist diploid bis hexaploid und hat die Chromosomenzahlen 2n = 14-18, 28, 42-44.

## Vorkommen
Das Kamtschatka-Mädesüß kommt im russischen Fernen Osten und Japan an Flussufern vor. Die Art kommt in Norwegen, Schweden, Großbritannien und Tschechien stellenweise eingebürgert vor.

## Nutzung
Das Kamtschatka-Mädesüß wird selten als Zierpflanze in Staudenbeeten, an Teichrändern und in Naturgärten genutzt. Es ist seit ungefähr 1852 in Kultur.

## Belege